# Schwartziella
Schwartziella là một chi ốc biển nhỏ, là động vật thân mềm chân bụng sống ở biển trong họ Rissoidae.

## Các loài
Các loài trong chi Schwartziella gồm có:
- Schwartziella abacocubensis Espinosa & Ortea, 2002[2]
- Schwartziella abundata Rolán & Luque, 2000[3]
- Schwartziella africana (Dautzenberg, 1912)
- Schwartziella angularis Rolán & Luque, 2000[4]
- Schwartziella bouryi (Desjardin, 1949)[5]
- Schwartziella bryerea (Montagu, 1803)[6]
- Schwartziella cancapae Rolán & Luque, 2000[7]
- Schwartziella catesbyana (d’Orbigny, 1842)[8]
- Schwartziella chesnelii (Michaud, 1830)[9]
- Schwartziella congenita (E. A. Smith, 1890)
- Schwartziella corrugata Rolán & Luque, 2000[10]
- Schwartziella crassior (Dautzenberg, 1912)
- Schwartziella depressa Rolán & Luque, 2000[11]
- Schwartziella fischeri (Desjardin, 1949)[12]
- Schwartziella floridana (Olsson & Harbison, 1953)[13]
- Schwartziella fulgida Rolán & Luque, 2000[14]
- Schwartziella gibbera Rolán & Luque, 2000[15]
- Schwartziella gradata Rolán & Luque, 2000[16]
- Schwartziella helenae (E. A. Smith, 1890)
- Schwartziella hoenselaari Rolán & Luque, 2000[17]
- Schwartziella inscripta Rolán & Luque, 2000[18]
- Schwartziella irregularis Rolán & Luque, 2000[19]
- Schwartziella luisalvarezi Rolán & Fernández-Garcés, 2010 [20]
- Schwartziella luisi Rolán & Luque, 2000[21]
- Schwartziella mellissi (E. A. Smith, 1890)
- Schwartziella minima Rolán & Luque, 2000[22]
- Schwartziella minor (C. B. Adams, 1850)
- Schwartziella nicaobesa Rolán & Fernández-Garcés, 2010 [20]
- Schwartziella obesa Rolán & Luque, 2000[23]
- Schwartziella paradoxa Rolán & Luque, 2000[24]
- Schwartziella paucicostata Rolán & Luque, 2000[25]
- Schwartziella pavita Rolán & Luque, 2000[26]
- Schwartziella peregrina Gofas, 2007[27]
- Schwartziella puncticulata Rolán & Luque, 2000[28]
- Schwartziella rarilineata Rolán & Luque, 2000[29]
- Schwartziella rectilinea Rolán & Luque, 2000[30]
- Schwartziella robusta Rolán & Luque, 2000[31]
- Schwartziella sanmartini Rolán & Luque, 2000[32]
- Schwartziella sculpturata Rolán & Luque, 2000[33]
- Schwartziella similiter Rolán & Luque, 2000[34]
- Schwartziella sulcostriata Rolán & Luque, 2000[35]
- Schwartziella turtoni (E. A. Smith, 1890)
- Schwartziella typica Rolán & Luque, 2000[36]
- Schwartziella vanpeli (De Jong & Coomans, 1988)
- Schwartziella yoguii Rolán & Fernández-Garcés, 2010 [20]
- Schwartziella yragoae Rolán & Hernández, 2003[37]